# Acyrthosiphon genistae
Acyrthosiphon genistae är en insektsart. Acyrthosiphon genistae ingår i släktet Acyrthosiphon och familjen långrörsbladlöss. Inga underarter finns listade i Catalogue of Life.